# Anthrax philippensis
Anthrax philippensis är en tvåvingeart som beskrevs av Neal L. Evenhuis och Arakaki 1980. Anthrax philippensis ingår i släktet Anthrax och familjen svävflugor.
Artens utbredningsområde är Filippinerna. Inga underarter finns listade i Catalogue of Life.